# آل ممرط (مودية)

تعديل مصدري - تعديل

آل ممرط هي إحدى قرى عزلة مودية بمديرية مودية التابعة لمحافظة أبين، بلغ تعداد سكانها 695 نسمة حسب تعداد اليمن لعام 2004.